# Габор Русњак
Габор Русњак је мађарски позоришни редитељ.

## Награде
- Стеријина награда за најбољу представу[1]
- Стеријина награда за режију

## Одабрана театрографија
- Бура, 2009.[1]
- Породичне приче[2]